# Konstantín Igropulo
Konstantín Valerièvitx Igropulo (en rus:Константин Валерьевич Игропуло) (Stàvropol, 14 d'abril de 1985) és un exjugador d'handbol rus, que jugava a la posició de lateral dret i actualment entrenador ajudant del FC Barcelona. Entre 2009 i 2012 jugà al FC Barcelona de lateral dret.
Com a jugador era polivalent, tot i que no és massa alt, destaca per la seva qualitat d'un llançament potent i per la seva capacitat golejadora. Arribà al Barça provinent del Txehovskie Medvedi.
El juliol de 2022 fitxà pel Barça com a entrenador ajudant de l'entrenador Antonio Carlos Ortega per les següents dues temporades.